# لايم (نيويورك)
لايم (بالإنجليزية: Lyme, New York)‏ هي بلدة أمريكية تقع في الولايات المتحدة في مقاطعة جيفيرسون. يقدر عدد سكانها بـ 2,185 نسمة ومساحتها 276.9 كم2 وترتفع عن سطح البحر 76 متر.

## أعلام
- ألبرت د. شو